# Erhart Krumpholz
Erhart Krumpholz (* 17. November 1912 in Wilkau; † 22. November 2008) war ein deutscher Motorradrennfahrer.
Krumpholz begann seine Karriere vor dem Zweiten Weltkrieg und startete unter anderem auf einer 250-cm³-DKW sowie auf einer 500er BMW. Nach dem Krieg gehörte der Sachse zum Werksteam des Zschopauer Motorradwerks (MZ). Im Jahr 1952 wurde Erhart Krumpholz DDR-Meister in der 125-cm³-Klasse, am Ende der Saison 1956 beendete er seine aktive Laufbahn vorerst.
In den folgenden Jahren förderte er unter anderem die Karriere seines Sohnes Dieter, der 1962 ins MZ-Werksteam berufen wurde. Als zur Saison 1962 die 50-cm³-Klasse in die Motorrad-Weltmeisterschaft aufgenommen wurde und MZ beschloss, mit einer Werksmaschine teilzunehmen, kehrte Krumpholz, mittlerweile 49-jährig, noch einmal zurück. Er bestritt mit der RE 50 beim Großen Preis der DDR auf dem Sachsenring den 50er-Lauf und wurde Neunter. Sein Sohn war bei diesem Rennen ebenfalls am Start – allerdings im Achtelliterlauf. Zwei Jahre später verunglückte Dieter Krumpholz bei einem  Verkehrsunfall tödlich.
Erhart Krumpholz arbeitete bis über das Rentenalter hinaus als Kraftfahrer für MZ. Er starb 2008 im Alter von 96 Jahren in einem Altenheim.

## Erfolge
- 1950 – 125-cm³-DDR-Meister auf IFA
- 1952 – 125-cm³-DDR-Meister auf IFA